# Maria Luise Albertine van Leiningen-Dagsburg-Falkenburg

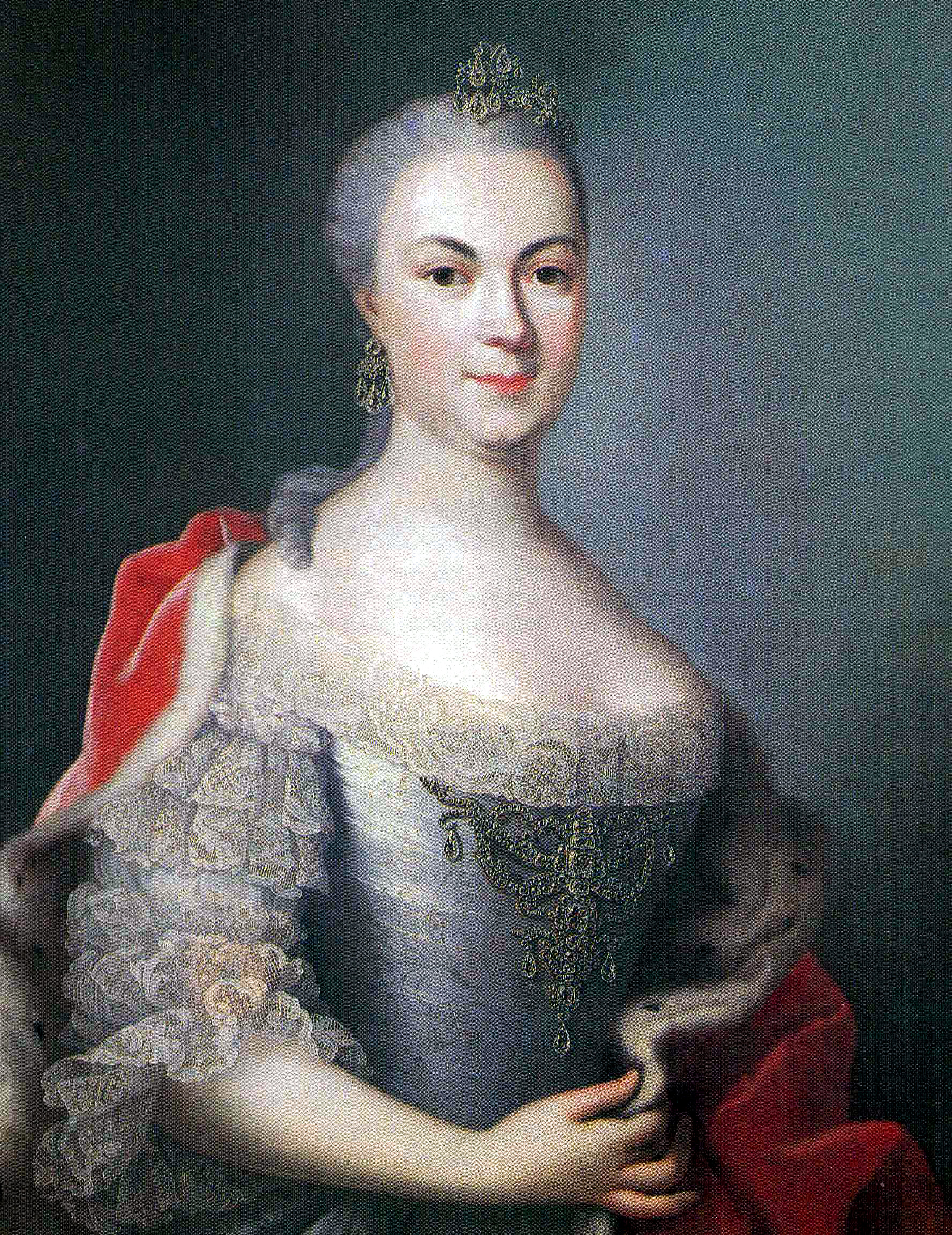
Maria Luise Albertine van Leiningen-Dagsburg-Falkenburg

Maria Luise Albertine van Leiningen-Dagsburg-Falkenburg (Heidesheim, 16 maart 1729 — Neustrelitz, 11 maart 1818) was een telg uit het geslacht Zu Leiningen. Zij was de dochter van Katharina Polyxena van Solms-Rödelheim (1702-1765) en van Christian Karl Reinhard van Leiningen-Dagsburg-Falkenburg (1695-1766). Zij was gehuwd met George Wilhelm van Hessen-Darmstadt (1722-1782) de zoon van Lodewijk VIII van Hessen-Darmstadt. Zij was ook de grootmoeder van koningin Louise van Pruisen en koningin Frederika van Hannover.

## Kinderen
- Lodewijk Georges Karel (27 maart 1749 - 26 oktober 1823)
- Georges Frederik Willem (1750-1750)
- Frederika Caroline Louise (1752-1782), eerste echtgenote van Karel II van Mecklenburg-Strelitz.
- Georges Karel (1754-1830)
- Charlotte Wilhelmina Christiane Marie (1755-1785), tweede echtgenote van Karel II van Mecklenburg-Strelitz.
- Karel Willem (1757-1795)
- Frederik Georges August (21 juli 1759 - 19 mei 1808)
- Louise Henrietta Carolina ( 15 februari 1761 - 24 oktober 1829), echtgenote van Lodewijk I van Hessen-Darmstadt.
- Augusta Wilhelmina Maria (1765-1796) gehuwd met Maximiliaan I van Beieren.